# 日本の悲劇 (2012年の映画)
『日本の悲劇』（にほんのひげき）は、2012年制作の日本映画。小林政広監督。同名の映画が2本作られているが（日本の悲劇 (1946年の映画)、日本の悲劇 (1953年の映画)）、全く関連はない。
2010年に東京都足立区で起きた高齢者所在不明問題をモチーフに、近年社会問題化している年金不正受給問題を題材にした作品。
2012年1月に完成後、昨年秋の釜山国際映画祭を皮切りに、第42回ロッテルダム国際映画祭で上映されるなど世界各国を巡回したのち、2013年8月31日に日本での劇場公開が決定した。

## あらすじ
大病を患い余命いくばくもないことを知った不二男は、失業中の上妻子に去られた息子・義男のために自殺して金を残す事を決意、病院から帰宅後、自室に閉じこもり、断食を始めてしまう。不二男は自分の死後も死亡届を役所に提出させず、年金を不正受給させようと考えたのだ。
不二男の年金を頼りに生活していた義男であったが、父の突然の狂気的な行動に愕然とし、それを止めさせようと感情をむき出しにして扉越しに不二男と激しい攻防を繰り広げる。

## キャスト
- 村井不二男：仲代達矢
- 村井義男：北村一輝
- 村井とも子（義男の妻）：寺島しのぶ
- 村井良子（不二男の妻）：大森暁美